# Brzda
Brzda je technické zařízení sloužící k zastavení nebo zpomalení pohybujícího se předmětu nebo pro jeho udržení v klidu. Kinetická energie je při brzdění zpravidla přeměňována v jiný druh energie, část energie se při brzdění vždy přemění v teplo. Brzdy mají velký význam především u dopravních prostředků a zdvihadel. Oblast jejich použití je ovšem mnohem širší, s brzdami se lze setkat i u nejrůznějších strojních zařízení.

## Typy brzd

### Podle konstrukce brzdné části

#### Mechanické brzdy

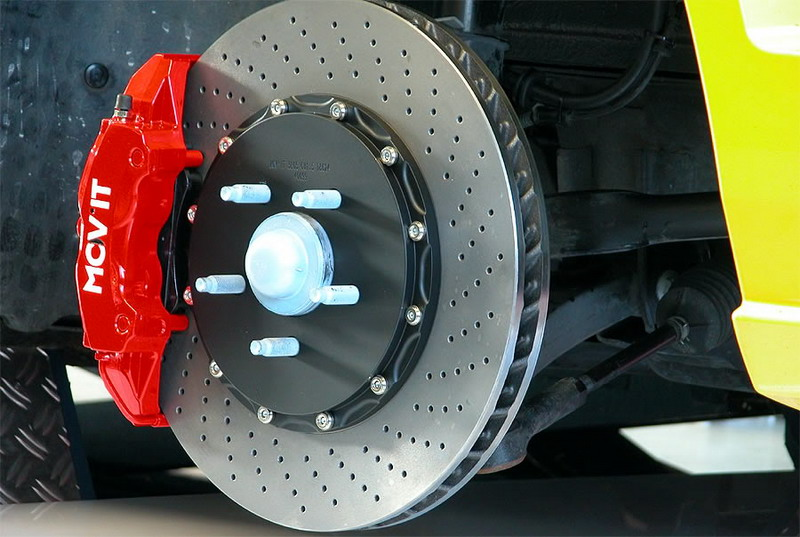
Kotoučová brzda

##### Vnitřní mechanické brzdy
Brzdy působí mechanicky na pohyblivou část vozidla nebo stroje (na kolo, nápravu, převodové mechanismy atd.).
- Špalíková brzda – brzdové špalky působí na vnější válcovou plochu, někdy přímo na jízdní plochu kola. Do začátku 20. století nejběžnější typ. Dodnes se užívá u železnice.
- Bubnová brzda – brzdové elementy (čelisti) působí na vnitřní povrch válcové plochy tělesa (bubnu) spojeného s brzděnou součástí. Používána během 20. století v automobilech, dnes na ústupu
- Kotoučová brzda – brzdové čelisti svírají kotouč nasazený na brzděném hřídeli. Jedná se o moderní, široce používanou brzdu
  - Ráfková brzda – brzdové čelisti svírají z boku ráfek jízdního kola. Mechanicky je na stejném principu jako kotoučová brzda
- Pásová brzda – brzdový pás obepíná vnější válcovou plochu. Tato brzda je založena na principu vláknového tření a používá se spíše u pevných zařízení – strojovny lanových drah, jeřáby. Dříve se používala i jako parkovací brzda motorových vozidel při umístění na kardanově hřídeli.
- Západková brzda – západka zabrání pohybu - použitelná pouze jako zajišťovací nebo jako mechanická pojistka - například na napínacích kladkách pro případ náhlého odlehčení

##### Neadhezní brzdy na vozidle
Brzdy umístěné na dopravním prostředku působící mechanicky přímo na dopravní cestu takovým způsobem, aby nebyly omezeny velikostí dostupné adheze (smykem kol). Typické jsou především pro kolejové dopravní prostředky.
- Kolejnicová brzda – trámec brzdy je magnetickou silou přitažen ke kolejnici, na kterou pak působí třecí silou. Tato brzda se používá jako nouzová, respektive jako doplňková pro zvýšení celkové brzdné síly vozidla nad limit daný součinitelem adheze. Trámec obsahuje elektromagnety nebo permanentní magnety. Ve druhém případě lze tuto brzdu použít i jako zajišťovací.
- Kleštinová brzda – kleštiny se silou pružin zachytí jízdní dráhy. Užívá se u lanových drah a výtahů jako bezpečnostní pro případ uvolnění lana. Samo odlehčení způsobí přilehnutí kleštin, případný pohyb ve směru dolů je ještě více přitlačí k jízdní dráze
- Ozubnicová brzda – na dráze vybavené ozubnicí mohou být i tažená vozidla vybavena třecí brzdou působící na ozubené kolo
- Vířivá brzda – trámec brzdy není v kontaktu s kolejnicí, k brzdění se využívá vířivých proudů v kolejnici
- Horská vzpěra – tyč na čepu, jejíž volný konec se smýká po vozovce při jízdě do prudkého kopce
- Brzdění nohou nebo předmětem o vozovku – jezdec, zpravidla na jednostopém vozidle, v případě nedostatečného účinku jiných brzd, brzdí třením dolní končetiny o vozovku

Na podobném principu jsou založeny kotvy u plavidel, k jejichž účinku může být využito třecí síly na dně, hydraulických sil vyvolaných obtékáním kotvy i pevného mechanického zachycení hrotů kotvy.

##### Brzdy na dopravní cestě
- Kolejová brzda – brzda je součástí kolejiště, avšak působí na projíždějící vozidla - užívá se při posunu na seřaďovacích nádražích a na horské dráze.
- Únikový pruh – na silničních komunikacích v dlouhých klesáních se zřizují pruhy, do kterých mají možnost zajet nákladní automobily v případě selhání brzd. Tyto pruhy mají nezpevněný povrch, do kterého se kola zaboří. Podobné provedení mají na železnici tzv. pískové koleje
- Zarážka (smyková brzda, tzv. „čuba“) – ocelolitinová botka, která se vkládá pod kolo jedoucího kolejového vozidla k jeho zastavení
- Zakládací klín – klín, zpravidla kovový nebo dřevěný, který se vkládá před kolo kolejového nebo nekolejového vozidla tak, aby zabránil jeho rozjetí, zejména ze svahu

##### Brzdy na jiných vnějších zařízeních
- U dopravních prostředků nebo strojních zařízeních poháněných lany, řetězy nebo jinými mechanickými převody síly může být brzda umístěna na různých těchto součástech. Podobných principů se používá i v horolezectví při slaňování nebo k jištění.

#### Pneumatické a hydraulické brzdy

##### Brzdy využívající stlačování plynů
- Motorová brzda – užívaná jako odlehčovací u některých nákladních aut a autobusů se spalovacími motory, brzdnou silou je podtlak válců motoru. Na podobném principu je založeno brzdění podřazením, tedy zařazením nižšího převodového stupně.
- Výfuková brzda – užívaná jako odlehčovací u některých nákladních aut a autobusů se spalovacími motory, brzdí se pomocí klapky ve výfuku
- Riggenbachova brzda – u parních lokomotiv se dal parní stroj upravit tak, že stlačoval vzduch, čímž vyvozoval brzdný účinek. Tato brzda se využívala především na dlouhých spádech, ozubnicových drahách a s výhodou též u lokomotiv, které při zkouškách vozidel působily jako brzdící.

##### Brzdy využívající ztráty při proudění kapalin a plynů

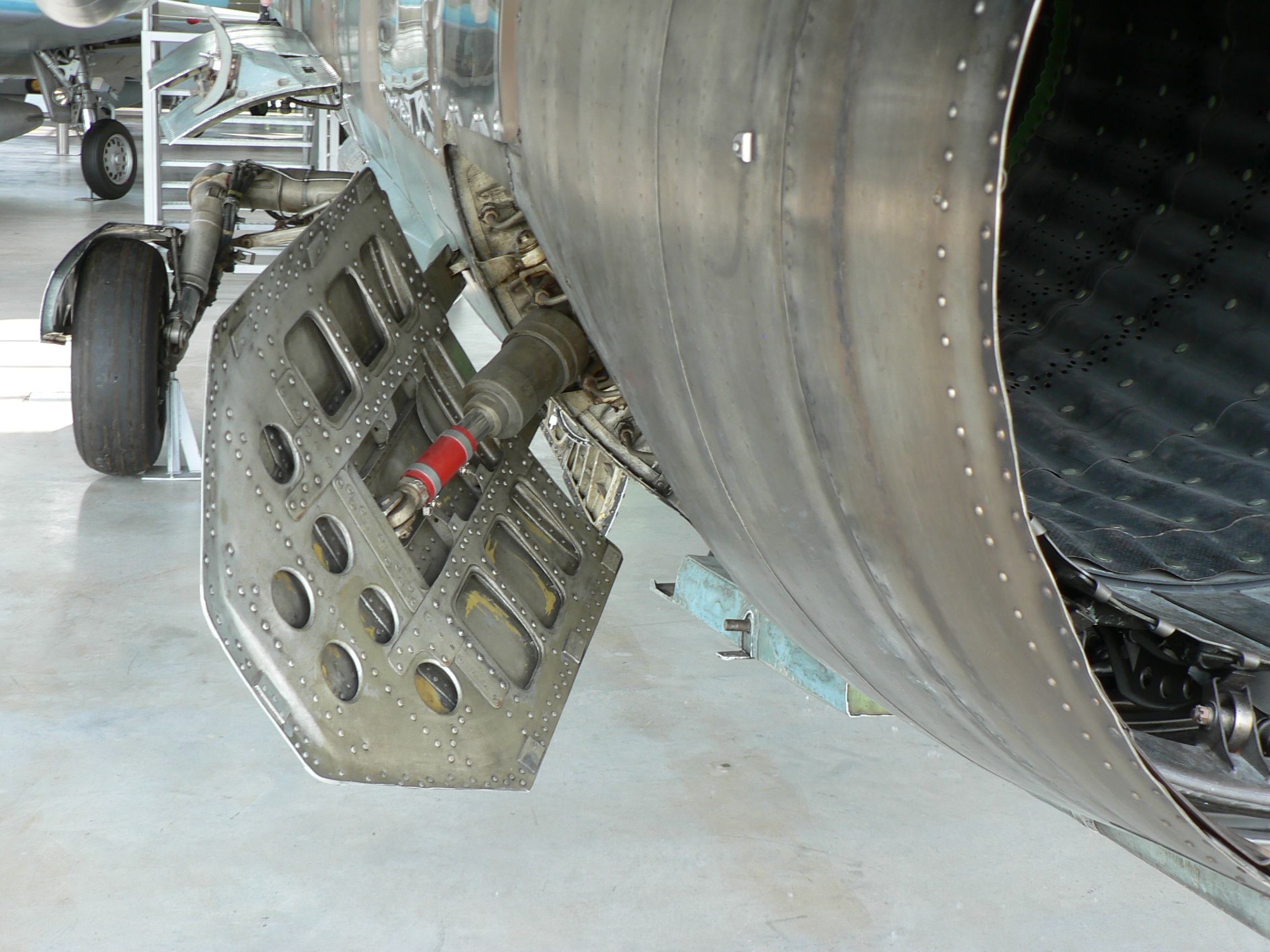
Aerodynamická brzda letounu MiG-23

- Hydrodynamická brzda – v hydrodynamickém měniči se brzdí vstupní hřídel, výstupní hřídel rozproudí náplň (olej), ztráty v proudění způsobují brzdný účinek a zároveň intenzivní zahřívání
- Aerodynamická brzda – pevné nebo nastavitelné plochy záměrně zvyšují aerodynamický odpor tělesa. Používá se u letadel a rychlých strojů, ale i např. k regulaci otáček hracích strojků. Do této kategorie lze zařadit i brzdící padáky u vojenských letadel.

##### Plachty, padáky
Plachty a padáky se ke zpomalení využívají u letadel (například ke zkrácení přistávací dráhy na přistávací ploše) a u padajících těles (parašutismus, návrat kosmické lodi atd.).

#### Elektrodynamická brzda
Elektrodynamická brzda mění kinetickou energii v elektrickou, která se vrací do sítě (tzv. rekuperace) anebo maří v brzdovém odporníku. Podobně jako u motorové brzdy je k brzdění využíváno motoru.

#### Zpětný chod motoru
Zpětný chod motoru se jako brzda využívá například u některých plavidel. U pozemních nebo kolejových vozidel by způsoboval nadměrné opotřebení vozidla i dopravní cesty. Patří sem i brzdění protipárou u parních lokomotiv.

### Podle ovládání

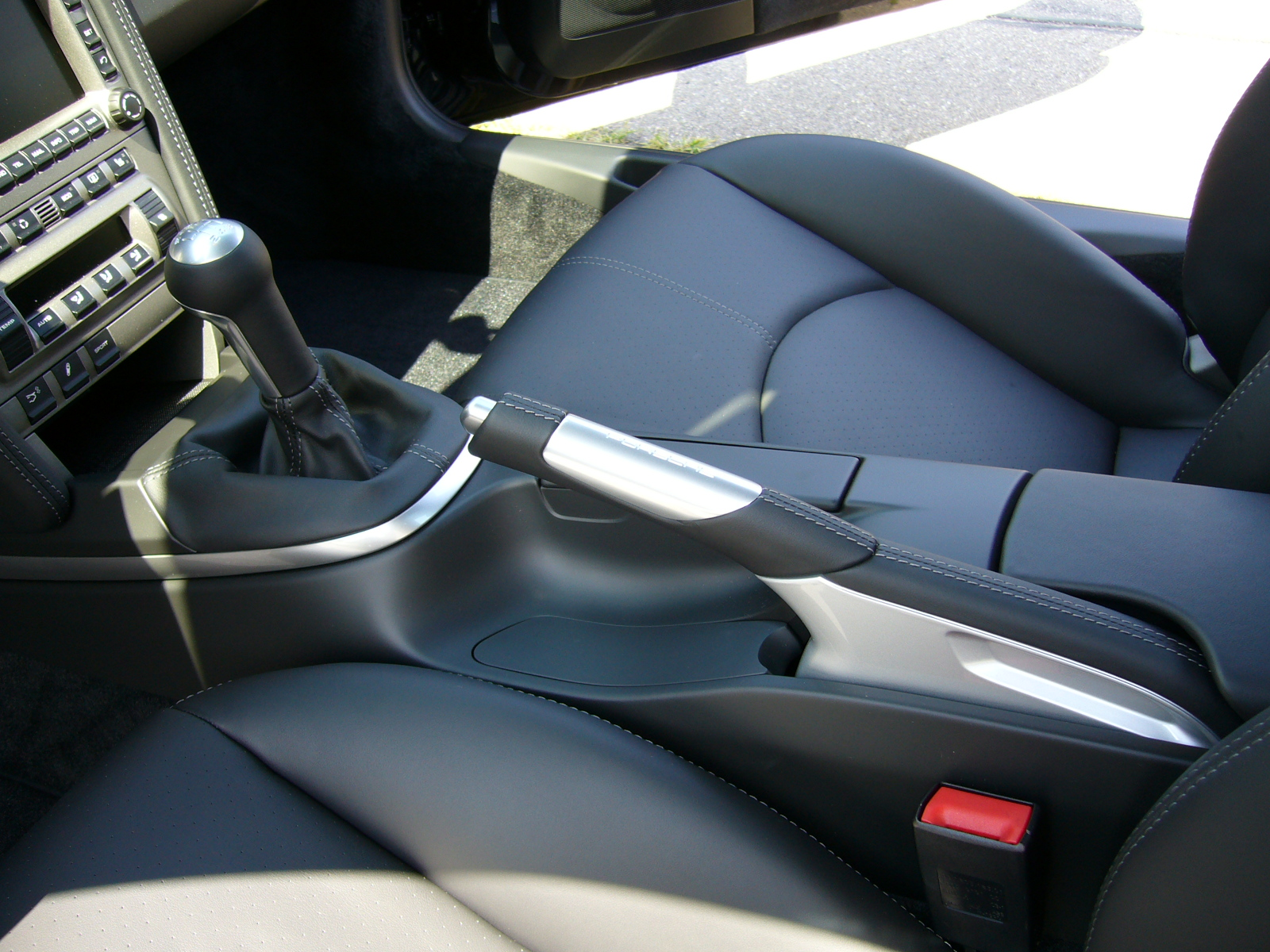
Ruční brzda automobilu Porsche 911 997

K ovládání brzdy řidičem nebo obsluhujícím pracovníkem může být použit:
- Sklopný nebo zašlapávací pedál: hloubka sešlápnutí pedálu zpravidla ovlivňuje intenzitu brzdného účinku. Sklopné pedály se používají běžně pro provozní brzdy u silničních motorových vozidel a některých typů drážních vozidel, zejména tramvají.
- Tlačítko: v minulosti se používala například u výtahů pro příjem signálu k nouzovému zastavení. Tlačítko obvykle neslouží k přenosu brzdné síly, ale jen k přenosu impulsu. V některých případech může brzdný účinek vyvolat naopak puštění dosud drženého tlačítka (například při ovládání tramvají ze zadní plošiny).
- Páka, používá se například u některých novějších tramvají. Ovládání brzdy může být integrováno s ovládáním jízdy (pohonu), tatáž páka při naklonění jedním směrem vyvolává akceleraci, při naklonění druhým směrem brzdný účinek. U větších vozidel a zařízení slouží ovládací páka jen k přenosu impulsu, u menších (například jízdní kolo) přenáší přímo brzdnou sílu.
- Tažná rukojeť je známa zejména jako ovládání záchranné brzdy u osobních železničních vozů.
- Brzda může být ovládána kolem, které je obdobné kormidelnickému kolu či volantu. Převod umožňuje jemnější odstupňování brzdného účinku. Používá se například jako posunovací brzda u železničních vozů.

Ovládací prvky brzdy mohou být pružinou či pružinami tlačeny do některé polohy, popřípadě mohou umožňovat aretaci v některých polohách (zajišťovací brzda zejména v poloze zabrzděno, ostatní brzdy zpravidla v poloze odbrzděno). Ovládání záchranné brzdy bývá někdy chráněno plombou nebo průhledným krytem (např. sklíčkem), které při použití je třeba odstranit.
Automatické brzdy mohou být spuštěny bez přímého zásahu řidiče nebo jiného obsluhujícího pracovníka. Impulsem ke spuštění může být:
- Dosažení cíle dopravy (například v koncovém místě dráhy)
- Překročení maximální nebo provozní rychlosti
- Přerušení řídicích elektrických obvodů nebo pneumatického potrubí (například při přetržení vlaku)
- Přerušení dodávky trakčního napětí
- Detekce osoby nebo předmětu na nežádoucím místě (fotobuňkou, termodetektorem, mechanicky atd.), případně detekce jiné závady
- Detekce selhání jiného typu brzdy (např. zaúčinkování pneumatické brzdy při selhání elektrodynamické brzdy).

Je-li brzda ovladatelná elektronickým systémem, může umožňovat různé kombinace přímého i automatického ovládání.

### Podle způsobu přenosu brzdné síly
- Páková brzda
- Lanková brzda
- Hydraulická brzda
- Samočinná tlaková brzda
- Sací brzda
- Heberleinova brzda – průběžná brzda ovládaná lanem
- Přímočinná brzda – zpravidla působí pouze na vozidle, ze kterého je ovládána - neúčinkuje při přerušení spojení mezi vozidly
- Samočinná brzda – zaúčinkuje samostatně při přerušení spojení mezi vozidly soupravy

### Podle propojení v soupravě
U vlaků a jiných drážních souprav nebo silničních jízdních souprav lze rozlišovat tyto typy brzd:
- Průběžná brzda – brzdí všechna spojená vozidla
- Neprůběžná brzda – brzdí jen jediné vozidlo
  - Přímočinná brzda – zpravidla působí pouze na vozidle, ze kterého je ovládána - neúčinkuje při přerušení spojení mezi vozidly
  - Samočinná brzda – zaúčinkuje samostatně při přerušení spojení mezi vozidly soupravy

### Podle použití
U vozidel se rozlišují například tyto typy brzd:
- Provozní brzda je používána jako základní typ brzdy k běžnému zastavování nebo snižování rychlosti
- Nouzová brzda se používá k zesílení brzdného účinku, pokud mimořádně nepostačí provozní brzda, případně jako záložní brzda v případě selhání provozní brzdy
- Záchranná brzda je typ brzdy určený zejména k odvrácení nehody nebo jiné mimořádné události; někdy ji mohou spouštět i cestující nebo osoby v blízkosti dopravní cesty
- Bezpečnostní brzda je zpravidla označení brzdy, která se automaticky spustí při některých závadách (utržení nosného lana výtahu nebo tažného lana lanovky či lyžařského vleku, přetržení vlaku nebo jízdní soupravy, vykolejení nebo jiné opuštění jízdní dráhy, selhání provozní brzdy atd.
- Odlehčovací brzda je pomocná brzda, která se používá souběžně s provozní brzdou nebo místo ní a jejím účelem je snížit zátěž provozní brzdy například v dlouhém klesajícím úseku
- Zajišťovací brzda slouží zejména k udržení vozidla nebo jiného zařízení v klidu nebo též k jeho dobrzdění z malé rychlosti